# Ornidia
Ornidia is een vliegengeslacht uit de familie van de zweefvliegen (Syrphidae).

## Soorten
- O. obesus (Fabricius, 1775)